# Grand Theft Auto III
Grand Theft Auto III é um jogo eletrônico de tiro em terceira pessoa de mundo aberto desenvolvido pela DMA Design e publicado pela Rockstar Games. Foi lançado em 22 de outubro de 2001 para PlayStation 2, em 20 de maio de 2002 para Microsoft Windows e em 31 de outubro de 2003 para Xbox. Uma versão remasterizada foi lançada nas plataformas móveis em 2011, em virtude ao aniversário de dez anos do jogo, enquanto que uma versão aprimorada, sob o subtítulo The Definitive Edition, foi lançada no vigésimo aniversário do jogo, em 2021. É o quinto título da série Grand Theft Auto, e o primeiro título principal desde Grand Theft Auto 2 de 1999. Ambientado na cidade fictícia de Liberty City, vagamente baseada em Nova Iorque, o jogador controla Claude que, após ter sido deixado para morrer, fica enredado no mundo de gangues, crime e corrupção.
O jogo é visto em uma perspectiva de terceira pessoa e a navegação pelo mundo é feita a pé ou em um veículo. O mundo aberto permite que os jogadores explorem Liberty City, que consiste de três ilhas principais. O desenvolvimento foi feito entre a DMA Design – sediada em Edimburgo – e a Rockstar Games – localizada em Nova Iorque. Muito do trabalho desenvolvido consistia em colocar os elementos primários da série em um mundo tridimensional. O jogo foi adiado em virtude aos ataques de 11 de setembro, de maneira que permitisse aos desenvolvedores mudarem referências e elementos da jogabilidade que seriam inapropriados.
Desde seu lançamento, o jogo recebeu aclamação crítica, com elogios particularmente direcionados ao seu conceito e jogabilidade. Todavia, o jogo também gerou controvérsias, relacionadas à sua violência e conteúdo sexual. Grand Theft Auto III se tornou o jogo eletrônico mais vendido de 2001, vendendo mais de dezessete milhões de cópias. Considerado como um dos títulos mais importantes da sexta geração de consoles, e por muitos críticos como um dos melhores jogos de todos os tempos, recebeu vários prêmios de fim de ano, incluindo o prêmio de Jogo do Ano de diversas publicações especializadas. Desde seu lançamento, o jogo foi adaptado para várias plataformas diferentes. Seu sucessor, Grand Theft Auto: Vice City, foi lançado em outubro de 2002.

## Jogabilidade

O jogador pode explorar livremente o mundo do jogo, e possui a habilidade de utilizar armas.

Grand Theft Auto III é um jogo de ação e aventura jogado na perspectiva de terceira pessoa. Jogadores devem completar missões — cenários lineares com objetivos — para progredir na história. É possível ter várias missões disponíveis de uma vez, já que algumas missões exigem que o jogador espere por futuras instruções ou eventos. Além das missões, jogadores podem explorar o mundo aberto do jogo, e ter a possibilidade de completar missões secundárias. Liberty City é composta de três ilhas: Portland Island, Staunton Island e Shoreside Vale; as ilhas são desbloqueadas conforme o jogador avança na história.
O jogador pode correr, pular, ou usar veículos para navegar no mundo de jogo. Durante os combates, a mira automática pode ser utilizada como um auxílio contra os inimigos. Visto que os jogadores tomam danos, a barra de saúde pode ser completamente regenerada pelo uso de itens que recuperam a saúde. Um colete à prova de balas pode ser utilizado para conter os danos de tiros e explosões, mas deteriora-se com o uso. Quando a barra de saúde chega ao fim, o jogo encerra, e o jogador reaparece no hospital mais próximo, ao custo de perder todas suas armas, colete, e uma certa quantia de dinheiro.
Se o jogador comete algum crime durante o jogo, a polícia e as forças da lei podem aparecer tal como indicado pelo nível de "procurado" que é exibido no heads-up display (HUD). No medidor, as estrelas exibidas indicam o nível de procurado atual (por exemplo, no nível limite de seis estrelas, esforços dos oficiais para incapacitar o jogador se tornarão mais agressivos). Os oficiais irão caçar o jogador que está sendo procurado no local. O nível de procurado entra em um modo de cooldown e ocasionalmente decai quando o mesmo está escondido dos oficiais.
O jogo permite que o jogador controle o criminoso silencioso Claude. Durante a história, o personagem conhece vários novos personagens de gangues. Conforme os jogadores forem completando as missões para as diferentes gangues, membros aliados da gangue irão defender o jogador, enquanto a gangue rival irá reconhecer os jogadores e, consequentemente, atirar contra esse. Quando o mundo do jogo é explorado, jogadores podem exercer atividades como o minijogo vigilante, bombeiro, e trabalhar como taxista. A finalização dessas atividades dão ao jogador recompensas de acordo com o contexto; por exemplo, após completar as missões de vigilante, os jogadores ganharão um pick-up de suborno que sana um crime cometido.

O combate em Grand Theft Auto III foi retrabalhado para permitir que os jogadores façam disparos dentro de um veículo.

O jogador faz o uso de ataques corpo a corpo, armas de fogo, e explosivos para lutar contra os inimigos. As armas de fogo incluem uma Micro Uzi, um fuzil M16 e um lança-chamas. A perspectiva de três dimensões permite uma visão em primeira pessoa quando se está mirando com um sniper rifle, lança-foguetes, e a M16. Adicionalmente, o combate do jogo foi retrabalhado, de maneira que permite tiros em drive-by, enquanto o jogador estiver olhando para os lados dentro de um veículo. O jogador recebe uma grande quantidade de opções de armamento — essas podem ser compradas com negociantes, em lojas de armas, por vias de inimigos mortos, ou pela cidade.

## Enredo
Durante um assalto em um banco de Liberty City, o ambicioso criminoso Claude é baleado e atingido por sua namorada e cúmplice Catalina (Cynthia Farrell). Apesar de ter sobrevivido ao tiro, é preso e sentenciado a dez anos de prisão. Enquanto é transportado em um camburão, Claude e outro preso, 8-Ball (Guru) são inadvertidamente libertados após um ataque contra a policia, e conseguem escapar para um esconderijo. 8-Ball posteriormente apresenta Claude para a mafiosa Família Leone; o dono do Sex Club 7, Luigi Goterelli (Joe Pantoliano), o Don Salvatore Leone (Frank Vincent), o Capo Toni Cipriani (Michael Madsen), e o filho do Don, Joey Leone (Michael Rapaport). Enquanto trabalha para a família, Claude percebe estar lutando contra os Colombianos, que estão sendo liderados por Catalina na produção de uma nova droga. Entrementes, a esposa trophy wife de Salvatore, Maria (Debi Mazar) começa a gostar de Claude. A paranoia de Salvatore aumenta e faz com que ele traia Claude o levando até uma armadilha, mas Maria consegue contatar este e o salva, com os dois conseguindo escapar a tempo.
Claude então começa a trabalhar para a Yakuza e sua líder Asuka Kasen (Lianna Pai), uma amiga próxima de Maria, que pede para que Claude mate Salvatore e concretize sua vingança. Isso corta todos os laços de Claude com a Família Leone, que então ficam contra ele. Os trabalhos que Claude faz permite que ele trabalhe com outros criminosos, como para um policial corrupto, Ray Machowski (Robert Loggia), um inimigo do Cartel. Claude posteriormente o salva da Internal Affairs e da CIA, ajudando-o a fugir para Vice City. Claude também acaba conhecendo o carismático magnata Donald Love (Kyle MacLachlan), que mantem poder sobre uma grande mídia. Em um esforço para iniciar uma guerra entre a Yakuza e o Cartel, Claude e Love organizam a morte do irmão de Asuka, Kenji Kasen (Les Mau), culpando o Cartel. Posteriormente, Love pede para Claude resgatar um homem que foi sequestrado pelo Cartel em uma mesma van que Claude estava. Durante a missão, Claude finalmente confronta Catalina, que por pouco consegue escapar. Asuka captura o parceiro de Catalina, Miguel (Al Espinosa), acreditando que ele tenha conhecimento da morte de seu irmão.
Com a guerra do Cartel se intensificando, Asuka e Maria entendem a história de Claude com Catalina, e pedem que ele ataque muitas das operações do Cartel. Em determinado momento, suas ações chamam a atenção de Catalina. Como resultado, o Cartel sequestra Maria, mata Asuka e Miguel, e pede que Claude pague $ 500,000 para o resgate em troca de Maria. Quando Claude confronta Catalina, ela tenta matá-lo, mas Claude escapa. Em uma tentativa de combate, Catalina tenta fugir em um helicóptero e faz sua última tentativa de tirar a vida de Claude. Após matar os membros do Cartel e resgatar Maria, Claude derruba o helicóptero, finalmente matando Catalina. Enquanto os dois saem do local, Maria reclama com Claude sobre o sequestro e sobre o estado de sua roupa e unhas. Precedendo os créditos, um disparo é ouvido, e a voz de Maria é silenciada.

## Desenvolvimento
A equipe principal de desenvolvimento de Grand Theft Auto III consistia em cerca de vinte e três pessoas na DMA Design, em Edimburgo, trabalhando com cautela com a publicadora Rockstar Games, esta última situada na cidade de Nova Iorque. No começo de 2001, a equipe já havia feito a cidade, carros, e algumas das armas. Um modo multiplayer online foi inicialmente planejado para o jogo, mas foi posteriormente eliminado devido à algumas limitações. O produtor Leslie Benzies descreveu Grand Theft Auto III como um "jogo simulador de crime". Quando estava sendo feita a adaptação para o Microsoft Windows, a equipe atrasou um pouco em comparação com o lançamento da versão para PlayStation 2, com o objetivo de garantir qualidade, citando os problemas de outrora com as adaptações anteriores dos jogos da série Grand Theft Auto.

### Design de mundo aberto

Grand Theft Auto III é o primeiro jogo da série a fazer o uso de um motor gráfico em 3D, posicionando a câmera perto do personagem jogável do game.

Grand Theft Auto III é o primeiro jogo de mundo aberto da série a utilizar o motor gráfico da Criterion Games, o RenderWare. Durante o desenvolvimento do jogo, a equipe de desenvolvimento expandiu os conceitos vistos nos jogos anteriores da série Grand Theft Auto. Benzies afirmou que a intenção era de recriar a "liberdade e diversidade" dos jogos anteriores em um "mundo 3D vivo e aspirante", usando o poder que o PlayStation 2 permitia. A habilidade do console utilizar DVDs, uma melhoria em relação à limitação do PlayStation que utilizara CDs, permitiu à equipe armazenar mais dados, como animações, música e ambientação. No entanto, os desenvolvedores tiveram dificuldades de colocar o jogo para rodar com 32 megabytes, devido a sua escala. O tamanho do jogo também criou dificuldade para os testadores, devido sua variedade de opções. Benzies sentiu que criar uma cidade com vida foi o "princípio base" durante o conceito de desenvolvimento do jogo. O produtor executivo, Sam Houser, sentiu que o elemento 3D permitiu a "química da equipe [surgir] simultaneamente de forma perfeita pela primeira vez".
Uma dificuldade maior que os desenvolvedores encontraram, foi converter todos os elementos em um mundo 3D, excluindo os efeitos sonoros e as estações de rádio, bem como desenvolver e dublar os personagens não-jogáveis, em virtude à quantidade existente no mundo aberto; o produtor Dan Houser afirmou que havia cerca de oito mil falas gravadas no jogo, enquanto o programador de áudio Raymond Usher estimou cerca de 18,000. Os técnicos fundamentais do jogo começaram a trabalhar juntos em meados de 2000, com uma mecânica de roubo de carros e de streaming. O streaming foi originalmente reservado para as músicas e geometria, mas outros elementos foram inclusos quando a equipe aparentava ter mais dados.
Enquanto estavam desenvolvendo o mundo do jogo, os desenvolvedores criaram uma "cidade híbrida", em que o produtor Dan Houser descreve como um misto da "região pós-industrial do centro-oeste e [uma] costa mais genérica do leste". Após o desenvolvimento das cidades, e equipe de desenvolvedores percebeu que o design de uma cidade real significa "um bocado de coisas que você precisa descrever sobre ela". Como resultado, eles redesenharam Liberty City, que já havia sido apresentada anteriormente em Grand Theft Auto (1997), baseando-a levemente em Nova Iorque. A cidade é dividida em três ilhas: uma parte industrial que representa Brooklyn e Queens, um centro comercial que se parece com Manhattan, e uma com foco em subúrbios, similar ao de Nova Jérsia. As ilhas são desbloqueadas conforme há progresso na história do jogo; a equipe queria que os jogadores sentissem a sensação de "começar pobre e fazer trabalhos para ficar mais rico". Dan Houser descreveu Liberty City como uma cidade "híbrida da genérica cidade Americana", que mistura também Chicago, Pittsburgh, Detroit, Nova Iorque e Filadélfia. Dan sentiu que o realismo em paralelo do mundo permitiu que os desenvolvedores exibissem mais os comentários sociais que antes. Sam Houser citou filmes como Heat e The Sopranos, (1999 - 2007) como inspiração para a ambientação, decidindo emular ambos no jogo. Ele também citou como influência para a série The Legend of Zelda (1986 - hoje) e o filme Goodfellas (1990), descrevendo Grand Theft Auto III como uma "mistura entre um filme gangster e um RPG".

### História e personagens
A equipe criou a história e design simultaneamente. "Nós usamos a história para demonstrar as mecânicas, e nós usamos as mecânicas para contar a história," disse Dan Houser. Houser acreditava ser difícil criar uma narrativa, já que o jogo era tão focado em criar a liberdade do jogador. Ele queria que a história tivesse mais nuances e fosse mais interessante que a genérica "cresça e caia, e cresça novamente se tornando um super-herói durão". O script de jogo foi focado em objetivos de missão, com o objetivo de implementar altos níveis de interatividade. Houser sentiu que cada missão é uma "pequena história individual", e parte da uma "história geral". Houser e o co-escritor James Worrall pegaram influências de filmes de mafia, e filmes de mafiosos com a presença de Martin Scorsese. Quando estavam escrevendo a história, Houser e Worral regularmente se encontravam com os designers, colocando nos seus escritórios com lembretes para reconstruir os componentes da história com o objetivo de polir o jogo.
Muitos dos personagens foram animados com o uso da captura de movimentos, filmados em um estúdio alugado em Brooklyn Navy Yard, embora isso tenha sido limitado por razões técnicas. Os movimentos de personagem também foram tratados como cinematográficos, embora a quantidade limitada de polígonos limitava a efetivação de tais. Animar personagens não-jogáveis de acordo com o fato deles entrarem em veículos, provou ser uma dificuldade para o time de desenvolvedores, devido a grande variedade de veículos desenhados. "Isso envolveu mesclar várias animações diferentes e alterar os diversos quadros de animação no código," lembra o engenheiro de software Alan Campbell. Os desenvolvedores fizeram o uso de diversos ângulos de câmera quando foram feitas as animações para as cutscenes, com o objetivo de evocar diferentes emoções. Para a dublagem, o time de desenvolvedores desejava uma performance "natural" e "sutil", que mostrou ser também uma dificuldade, já que muitos dos atores "tinham as ideias em suas mentes" mas que essas "performances tinham que ser animadas de acordo com o jogo", explicou o diretor de movimentos por captura, Navid Khonsari. O protagonista é anônimo durante todo o jogo, e seu nome não é oficialmente revelado como Claude até sua aparição em Grand Theft Auto: San Andreas (2004). Ele é um protagonista silencioso, nunca falando em suas aparições. A equipe de desenvolvedores inicialmente decidiu fazer o protagonista ser silencioso porque isso "não parecia ser um problema relevante", em virtude aos outros desafios enfrentados durante o desenvolvimento, e também parcialmente para permitir que os jogadores se identificassem com o personagem.

### Som
Grand Theft Auto III possui cerca de três horas e meia de rádio (do jogo). Para a música, a equipe buscou uma grande variedade, para recriar a sensação de mudar de estações de rádio, refletindo a cultura de filme gangster invocada no jogo. Os desenvolvedores utilizaram rádios com talk shows para dar peculiaridade para a cidade, dando uma "apresentação única da vida Americana"; Sam Houser descreveu a rádio como "uma representação muito iconoclástica da América". A equipe utilizou DJs reais para representar aquelas da rádio. Destarte, a equipe escreveu uma série de diálogos incomuns para os DJs, buscando o efeito de "produção de altos valores e conteúdo absurdo". O diretor de músicas, Craig Conner, assimilou as propriedades das estações de rádio — música, propagandas, diálogos de DJ, representação de rádio.

### Cortes, mudanças e o efeito 11 de Setembro

O esquema de cores original das viaturas do jogo, que possuíam semelhança com os da NYPD, foi alterado para um preto e branco genérico, muito comum nas viaturas dos Estados Unidos.

Antes do lançamento inicial, várias alterações foram feitas no jogo. Enquanto mudanças são frequentes durante o desenvolvimento de um jogo, as mudanças em Grand Theft Auto III foram mais evidentes por serem feitas no mesmo tempo dos ataques de 11 de setembro, levando à especulação de que algumas mudanças foram motivadas em virtude aos ataques. Em 19 de setembro de 2001, a Rockstar atrasou o lançamento do jogo em três semanas, citando os ataques como um fator relevante para o atraso. "Todos tinham alguém que tinha um tio ou um irmão [que, de alguma forma, foi impactado pelo ataque]", disse Paul Eibeler, o então presidente de distribuidora da Take-Two Interactive.

A capa inicial do jogo foi também alterada após os eventos de 11 de setembro; todavia foi, utilizada na versão europeia do jogo.

"[Nó]s sentimos que [a ideia] de uma revisão de conteúdo completo de todos os nossos títulos e os materiais de marketing que nós usamos para representá-los era totalmente necessária para nós ... Havíamos nos deparado com referências das quais não nos sentíamos mais confortáveis, bem como algumas raras instâncias da jogabilidade que não achávamos que seriam apropriadas para nós."
— Terry Donovan, diretor geral da Rockstar, IGN, 19 de Setembro de 2001.
Uma das mudanças feitas pouco tempo depois do 11 de Setembro foi a alteração do esquema de cores das viaturas policiais; os originais tinham um esquema de azul com listras brancas, lembrando muito os do Departamento de Polícia de Nova Iorque. Ele foi alterado para um esquema preto e branco, que é muito mais comum em muitas das forças policiais dos Estados Unidos, como em Los Angeles e São Francisco. Outras mudanças incluem a mudanças dos caminhos que os aviões fazem nos céus - evitando-os de estar voando para ou por trás de um edifício -, a remoção de uma missão que fazia referência aos terroristas, e também algumas mudanças de diálogos dos pedestres e do talk show.
Outra remoção feita no jogo é a do personagem Darkel, um revolucionário que almejava acabar com a economia da cidade. Quando as referências do personagem foram encontradas no código do jogo, aumentaram as especulações de que o personagem estava relacionado ao fato do 11 de Setembro, todavia, Dan Houser explicou que o personagem havia sido eliminado "meses antes [do lançamento]". Existem também relatos e ideias afirmando que o jogo continha alunos de escola/crianças como pedestres antes do lançamento, embora a Rockstar negue esses rumores, dizendo serem "sem sentido".
A Rockstar disse que o jogo ficou "cerca de 1% diferente" após o 11 de setembro, e a maior das mudanças foi a capa do jogo. Eles sentiram que a capa original, que no final das contas foi lançadas como a capa da versão Europeia, era "muito crua" depois do 11 de setembro, e que foi alterada no que se tornaria posteriormente o "estilo marca registrada" da série. Sam Houser disse que a capa foi desenhada em uma noite, e que preferiu muito mais do que a capa original. A capa foi inspirada por pôsteres de filmes da década de 60, como The Thomas Crown Affair (1968).

## Recepção

### Lançamento inicial
Grand Theft Auto III foi lançado com aclamação da crítica especializada. O Metacritic calculou uma pontuação estatística de 97/100, indicando "aclamação mundial", baseando-se em 56 análises. É o sexto jogo com melhor avaliação no Metacritic, competindo com um número de outros. Os críticos gostaram do som do jogo, jogabilidade, e design de mundo aberto, embora houvesse críticas para com o controle. Tom Bramwell da Eurogamer chamou Grand Theft Auto III de "delicioso" e "extremamente épico", com a Official PlayStation Magazine o chamou de o jogo mais "inovador, bizarro, e brilhante". Jeff Gerstmann da GameSpot descreveu o jogo como "uma incrível experiência que ninguém poderia perder"; Doug Perry da IGN o chamou de "um dos melhores títulos do ano, do PlayStation 2, e de qualquer console".
Muitos críticos sentiram que os gráficos tridimensionais foram uma ótima mudança do bidimensionais presente nos jogos anteriores da série. Gerstmann elogiou, em particular, o modelo dos personagens e dos veículos, e a qualidade de textura de toda a cidade. Andrei Alupului da GameSpy sentiu que os gráficos são "realmente muito impressionantes", afirmando que os modelos dos carros estão "muito melhorados" que aqueles do Midnight Club. Bramwell considerou os gráficos "geralmente prazerosos de se olhar", mas considerou inferior ao de jogos como Gran Turismo 3 e Ico. Justin Leeper da Game Informer descreveu o mundo do jogo como "incrível em escopo e detalhe", e Perry considerou ser "na escala do que é realmente verdadeiramente épico". Ben Silverman da Game Revolution chamou a cidade de uma "maravilha tecnológica ... que captura a essência de uma cidade sombria com incrível detalhe".
Perry considerou o som do jogo como "inacreditável, desenvolvido meticulosamente", elogiando a trilha sonora, dublagem, design de som, e afirmando que foi "realmente moldado como se tivesse sido feito para um filme". Bramwell compartilhou observações semelhantes, descrevendo a cidade os sons da cidade como "perfeitos" e a trilha sonora como "monstruosa". O som foi descrito como "incrível" por Gerstmann e por Silverman; a 1UP.com apreciou a sutileza das estações de rádio do jogo. Scot Alan Marriott da AllGame citou a música como a "verdadeira estrela" do jogo.
Críticos consideraram o estilo das missões do jogo como uma mudança bem-vinda se comparada com aquelas das versões anteriores do game. A 1UP.com descreveu as missões como "incrivelmente criativas", enquanto a GamesMaster gostou da diversidade. Perry similarmente apreciou a variedade da escala das missões, e elogiou a quantidade de missões secundárias disponíveis. Alupului descreveu a história do jogo como "bem orientada" e "coerente", contendo elementos parecidos com os de um filme sobre máfia. Gerstmann da GameSpot sentiu que as missões são divertidas e desafiadoras, mas assinalou que explorar o mundo do jogo também oferece "uma ótima diversão" para os jogadores.
As reações em relação ao controle do jogo foram mistas. Alupului achou o controle do jogo "ótimos", tanto dirigindo ou a pé. Silverman identificou os problemas de controle como a única falha do jogo, embora tenha elogiado a agilidade das mecânicas no veículo. Matt Helgeson da Game Informer igualmente descreveu a condução no veículo como "ótima", mas assinalou o combate como "desajeitado". A GamePro afirmou que o controle no veículo é simples de ser manuseado. A revista Edge descreveu o sistema de combate do jogo como "um estranho sistema que frusta a jogabilidade." 1UP notou as falhas no sistema de mira, explicando que "a mira frequentemente foca no cara errado."

### Versão para Microsoft Windows
Quando Grand Theft Auto III foi lançado para o Microsoft Windows em Maio de 2002, recebeu uma aclamação crítica semelhante. O Metacritic calculou uma pontuação estatística de 93/100, indicando "aclamação mundial", baseando-se em 20 analises. Foi o jogo mais bem avaliado do Windows no Metacritic em 2002. Críticos gostaram dos melhoramentos visuais, e do controle melhorado, mas criticou a adaptação pelos seus altos requisitos de sistema.
As características do jogo e controles da adaptação foram, geralmente, bem recebidos. Tal Blevins da IGN elogiou a grande precisão dos controles do mouse, sentindo que a mecânica de mira é muito mais precisa. Erik Wolpaw da GameSpot também comentou os controles do mouse, mas desaprovou o sistema replay, particularmente em virtude à falta de opções e com os controles de câmera. Andrew Bub da Extended Play gostou da adição de uma estação de rádio customizada, tal como a habilidade de usar skins customizadas. Daniel Morris da PC Gamer elogiou os melhoramentos feitos na adaptação, mas criticou a ausência de adições maiores, tal como uma versão do mapa da cidade no jogo.
Os gráficos da adaptação foram bem recebidos por parte dos críticos. Wolpaw elogiou as texturas retrabalhadas do jogo, mas criticou o frequente popup, e o requisito de um computador avançado - para rodar o jogo. Blevins também criticou a necessidade de um computador avançado para uma jogabilidade estável, mas sentiu que a adaptação "um pouco melhor" que a versão original para PlayStation 2. Sal Accardo da GameSpy sentiu o adaptação do jogo ser "um pouco mais nítida", embora citou algumas animações demasiado "agitadas". Bub aludiu que a necessidade de um computador avançado resultava em lentidões e travamentos. Matt Helgeson notou pouca diferença entre os gráficos da versão original se comparada com a adaptação.

### Versão portátil
Quando Grand Theft Auto III foi lançado para os dispositivos móveis em Dezembro de 2011, ele recebeu, em geral, análises positivas. O Metacritic calculou uma pontuação estatística
de 80/100, baseando-se em 26 análises. Os críticos gostaram dos visuais melhorados, mas a crítica maior foi direcionada em relação aos controles touchscreen.
O visual da adaptação foi bem recebido. Peter Eykemans da IGN aludiu que texturas mais suaves, especialmente adaptadas para uma tela portátil, enquanto Jim Sterling do Destructoid reparou melhoramentos nos modelos de personagem e veículos. Mark Walton da GameSpot escreveu que o jogo roda muito bem em dispositivos de última geração como o Motorola Xoom e o Samsung Galaxy S II, mas percebeu problemas significativos de quadros por segundo e de textura no Xperia Play. Mark Brown do Pocket Gamer notou a curta distância de renderização, resultando em súbitos pop-ups, embora continue a considerar que as texturas resultaram em melhorias na adaptação.
Os controles touchscreen receberam avaliações mistas. Dan Whitehead da Eurogamer gostou das mecânicas no veículo, mas sentiu que a pé é "uma forma muito esquisita de navegar" no mundo, criticando as mecânicas de tiro "desajeitadas". Eykemans sentiu que os controles fazem "a metade da experiência frustrante", e Sterling descreveu como "de longe, a maior barreira de aproveitar" a adaptação. Brown achou que os botões touchscreen "não prejudicaram [o jogo] muito drasticamente", citando que o sistema de movimento é simples, e a mecânica no veículo não "requer esforço". Alguns críticos sentiram melhor os controles com o uso de gamepads externos, mas sentiram que eles diminuem a portabilidade do jogo.

### Vendas
Grand Theft Auto III foi o jogo mais vendido de 2001 nos Estados Unidos, vendendo mais de dois milhões de unidades até Fevereiro de 2002. O jogo foi também o segundo melhor best-selling de 2002, perdendo apenas para sua própria sequela. O estoque da Take-Two aumentou de forma considerável após o lançamento do jogo, e o jogo foi incluso na seleção Greatest Hits do PlayStation. Nos Estados Unidos, o jogo vendeu 5,35 milhões de unidades até Junho de 2004, e 6,55 milhões de unidades nos Estados Unidos até Dezembro de 2007. No Japão, Grand Theft Auto III vendeu cerca de 120,000 cópias em sua primeira semana, e mais de 350,000 cópias em Janeiro de 2008. O jogo recebeu um prêmio "Diamante" no Reino Unido, indicando mais de um milhão de vendas; foi o primeiro jogo a alcançar essa meta na região. Até Março de 2008, o jogo vendeu 14.5 milhões de unidades no mundo todo.

### Prêmios
Grand Theft Auto III recebeu várias nomeações e recompensas da mídia de jogos eletrônicos. Recebeu o prêmio de Jogo do Ano na Game Developers Choice Awards, da GameSpot, e da GameSpy. Foi citado como o melhor jogo do PlayStation 2 pela Game Revolution, GameSpot, GameSpy e IGN. Também recebeu o título de Melhor Jogo de Ação da Game Revolution, GameSpot, e IGN, e de o Mais Inovador da GameSpot, tal como Excelência em Design de Jogo na Game Developers Choice Awards. GameSpy também deu o prêmio de Mais Ofensivo, Melhor Uso de Rádio, e recebeu um empate em Melhor Inteligência Artificial.

## Controvérsias
Antes e depois do lançamento de Grand Theft Auto III, o jogo recebeu várias controvérsias. A GameSpy deu ao Grand Theft Auto III o prêmio de O Jogo Mais Ofensivo do Ano, chamando-o de "absolutamente repreensível". Eles escreveram que o jogo premia os jogadores por "causarem destruição" e "matar pessoas inocentes a esmo", em última análise, questionando como se adéqua na industria. A notoriedade de Grand Theft Auto III fez com que a loja de departamentos Wal-Mart verificasse a identificação dos compradores que pareciam ter menos de 17 anos, visto que compravam jogos para adultos. Em um ensaio, a professora Shira Chess identificou a falta de conclusão para com a escolha do jogador, devido a possibilidade do jogador poder reviver ao invés da morte ou encarceramento, e aludiu que o jogo nega a "realidade da mortalidade e simultaneamente [obriga] os jogadores [a] fazerem isso." Quando o produtor, Leslie Benzies, falava acerca da representação da violência do jogo, ele afirma que o intuito era de ser cômico, e que o título "não deve ser levado tão à sério". O produtor Dan Houser assinalou que a equipe de desenvolvedores estava ciente sobre o nível de ofensa que o jogo poderia atrair, mas "nunca o comercializaram de forma que isso ficasse explícito".
O jogo permite aos jogadores terem relações sexuais com prostitutas, e também matar essas para recuperar o pagamento. Isso foi visto com grande controvérsia. O jogo também recebeu controvérsia pela sua representação do crime, permitindo violência contra policiais. O psicólogo David Walsh do Instituto Nacional da Mídia e da Família afirmou que o jogo "enaltece o antissocial e a atividade criminal", e que a "proposta do jogo é perpetrar o crime". Em resposta, o editor da Kotaku, Owen Good, escreveu que o jogo não recompensa os jogadores pela "proficiência no crime, não importa o quanto ele é acusado de fazê-lo". Joanna Weiss do The Boston Globe notou que a "adrenalina" que os jogadores sentem quando cometem um crime no jogo, ponderando sobre a violência do jogo devido sua classificação para adultos. O National Organization for Women se pronunciou contra o jogo em Janeiro de 2002, pedindo para a Rockstar e a Take-Two retirar o jogo das vendas, já que ele "encoraja a violência e a degradação das mulheres". Matt Richtel do The New York Times escreveu que as atividades que podem ser feitas no jogo "passou dos limites do que é errado".
Grand Theft Auto III foi inicialmente lançado na Austrália com a classificação MA15+. Após avaliarem o jogo mais uma vez, o Office of Film and Literature Classification (OFLC) o baniu, em virtude à sua representação de conteúdo sexual e violência contra prostitutas. Isso alarmou o distribuidor da Take-Two Interactive com um apelo para a OFLC, da qual reafirmou o status de jogo banido em 11 de dezembro de 2001, após banalizarem o jogo e procurarem opinião profissional de um psicólogo forense. Isso alertou a Take-Two para fazer uma mudança do jogo na Austrália, e a Rockstar para fazer mudanças apropriadas no jogo; uma versão modificada foi relançada em Janeiro de 2002 com a classificação MA15+, removendo todas as referências de atos sexuais com prostitutas.
Em 25 de Junho de 2003, os adolescentes meio-irmãos William e Josh Buckner atiraram e mataram Aaron Hamel e Kimberly Bede. Em seus relatórios aos investigadores, os criminosos disseram que suas ações foram inspiradas pelo jogo Grand Theft Auto III. Em resposta, no dia 20 de Outubro de 2003, as famílias de Hamel e Bede ajuizaram uma ação contra a Rockstar Games, Take-Two Interactive, Sony Computer Entertainment e Wal-Mart no valor de 246 milhões de dólares. A Rockstar e a Take-Two pediram demissão do pleito, afirmando no Tribunal Distrital dos Estados Unidos que "ideias e conceitos" e os "efeitos psicológicos" dos perpetradores, estão protegidos pela cláusula de liberdade de expressão da primeira emenda. Jack Thompson, advogado que representa as vítimas, negou as alegações da Rockstar e tentou mudar o processo para um tribunal de estado para o acréscimo da consideração de uma lei de consumidor de Tennessee.

## Legado
Grand Theft Auto III é frequentemente citado entre os melhores jogos de todos os tempos. Em 2007, a GamePro classificou o Grand Theft Auto III como o jogo eletrônico mais importante de todos os tempos, explicando que "os elementos de mundo aberto do jogo revolucionaram a forma como jogos são feitos". Muito semelhantemente, IGN classificou o jogo em seu Top 10 de Jogos Mais Influentes, e a GameSpot o listou como um dos melhores jogos de todos os tempos. Em 2009, a Game Informer escreveu que Grand Theft Auto III "mudou para sempre a perspectiva de jogos com sua profunda jogabilidade sandbox", e em 2016, a GamesRadar o considerou o "mais importante jogo da década". A famosa revista Time classificou o jogo como um dos melhores jogos eletrônicos de todos os tempos em Novembro de 2012 e Agosto de 2016.
Grand Theft Auto III é mencionado por ter um papel importante na popularização dos jogos de sandbox, inspirando jogos como True Crime (2003-05), Saints Row (2006-hoje) e Crackdown (2007). O termo "clone de Grand Theft Auto" é frequentemente utilizado para descrever jogos lançados com um estilo de jogabilidade em mundo aberto similar, tal como é em Grand Theft Auto III. Mesmo que jogos anteriores tivessem utilizado o design de mundo aberto, incluindo os próprios jogos anteriores da série Grand Theft Auto, Grand Theft Auto III fundou esse estilo de jogabilidade e expandiu-a no mundo 3D, oferecendo uma grande variedade de minijogos e missões secundárias. Devido o grande sucesso do jogo em relação aos seus antecessores, é creditado por popularizar os jogos de mundo aberto; Dan Houser acredita que o jogo feito fez "um dos mais vibrantes gêneros hoje".
O jogo também possui um papel importante nos jogos adultos. Dan Houser acredita que permitiu outros jogadores criarem jogos de tiro violentos. Hal Halpin, presidente do Entertainment Consumers Association, descreveu Grand Theft Auto III como um "'pioneiro' para os debates dos jogos violentos". Roger Hargreaves da revista Metro, escreveu que ele "encorajou uma nova onda de jogos que popularizaram violência e cultura de gangues". Greg Ford do Electronic Gaming Monthly achou que o título permitiu um meio de lidar com temas adultos de uma maneira que não era percebida anteriormente nos jogos, e notou um melhoramento na classificação de jogos adultos depois da controvérsia do jogo.
Após o sucesso do jogo, a Rockstar desenvolveu outros títulos da série. Vice City e San Andreas são ambientados em um mesmo universo nos anos de 1986 e 1992, respectivamente. Grand Theft Auto Advance (2004) representa Liberty City mais ou menos um ano antes dos eventos de Grand Theft Auto III. Grand Theft Auto: Liberty City Stories (2005) decorre três anos antes dos eventos de Grand Theft Auto III, na mesma localização de Liberty City. Uma versão completamente redesenhada da cidade foi posteriormente utilizada em Grand Theft Auto IV (2008), The Lost and Damned (2009), The Ballad of Gay Tony (2009) e Chinatown Wars (2009).

### Adaptações e remasterizações
Grand Theft Auto III foi lançado em 21 de Maio de 2002 para o Microsoft Windows, suportando maiores resoluções de tela e melhor visualização de objetos distantes, tendo também texturas mais detalhadas. O jogo foi planejado para ser lançado para o Xbox e GameCube, embora tenha sido cancelado para este último. Seu lançamento para o Xbox ocorreu em Dezembro de 2003, fazendo parte de uma compilação intitulada de Grand Theft Auto: Double Pack, tendo também seu sucessor, Grand Theft Auto: Vice City. A adaptação para Xbox possui um sistema de rádio customizado - tal como na versão para Microsoft Windows, áudio melhorado, modelos com melhores polígonos, e reflexão em relação às adaptações anteriores. O Double Pack foi posteriormente transformado numa versão com o Grand Theft Auto: San Andreas, intitulada de Grand Theft Auto: The Trilogy, lançado em Outubro de 2005. The Trilogy foi também lançado para o OS X em 12 de Novembro de 2010. Para o aniversário de dez anos do jogo, o War Drum Studios adaptou Grand Theft Auto III para os dispositivos Android e iOS, realizando o lançamento em Dezembro de 2011. A adaptação é quase idêntica se comparada com a versão para Windows do jogo, adicionando texturas e modelos melhores, e controles touchscreen. Uma versão para PlayStation 3 de Grand Theft Auto III foi lançada em 25 de Setembro de 2012 via PlayStation Network. A versão original para PlayStation 2 foi lançada para PlayStation 4 em 5 de Dezembro de 2015.
Uma versão aprimorada de The Trilogy com o subtítulo The Definitive Edition, que inclui Grand Theft Auto III, foi lançada para Microsoft Windows, Nintendo Switch, PlayStation 4, PlayStation 5, Xbox One e Xbox Series X/S em 11 de novembro de 2021, para celebrar o vigésimo aniversário do jogo; versões para dispositivos Android e iOS serão lançadas em 2022. As versões existentes do jogo foram removidas das lojas digitais em preparação para o lançamento de The Definitive Edition.

### Electrónicas
1. 1 2  «Good Game Stories - Backwards Compatible - Rockstar North». Good Game. Australian Broadcasting Corporation. 28 de abril de 2008. Consultado em 21 de dezembro de 2015. Cópia arquivada em 21 de dezembro de 2015
2. ↑  Sinclair, Brendan (11 de maio de 2006). «Take-Two closes Rockstar Vienna?». GameSpot. CBS Interactive. Consultado em 21 de dezembro de 2015. Cópia arquivada em 21 de dezembro de 2015
3. 1 2 3 4 5  Sterling, Jim (27 de dezembro de 2011). «Review: Grand Theft Auto III: 10 Year Anniversary». Destructoid. ModernMethod. Consultado em 9 de abril de 2016. Cópia arquivada em 9 de abril de 2016
4. ↑  Miller, Greg (18 de outubro de 2011). «Dan Houser Talks Grand Theft Auto III». IGN (em inglês). Ziff Davis. p. 2. Consultado em 9 de outubro de 2021. Cópia arquivada em 26 de julho de 2013
5. 1 2 3 4 5 6 7 8 9  Perry, Doug (22 de outubro de 2001). «Grand Theft Auto III». IGN. Ziff Davis. Consultado em 21 de dezembro de 2015. Cópia arquivada em 9 de abril de 2016
6. 1 2 3  Perry, Douglass C. (3 de outubro de 2011). «An Interview With DMA's Les Benzies». Consultado em 9 de abril de 2016. Cópia arquivada em 8 de abril de 2001
7. 1 2 3 4 5 6 7  Perry, Douglass (22 de fevereiro de 2001). «Grand Theft Auto 3: Interview with DMA». IGN. Ziff Davis. Consultado em 19 de março de 2016. Cópia arquivada em 19 de março de 2016
8. ↑  Perry, Douglass C. (13 de maio de 2002). «The Cars of Grand Theft Auto III». IGN. Ziff Davis. Consultado em 19 de março de 2003. Cópia arquivada em 19 de março de 2016
9. ↑  Gerstmann, Jeff (19 de maio de 2001). «E3 2001 Hands-on: Grand Theft Auto 3». GameSpot. CBS Interactive. Consultado em 9 de abril de 2016. Cópia arquivada em 9 de abril de 2016
10. 1 2  DMA Design 2001, p. 12
11. 1 2 3 4 5 6  Silverman, Ben (1 de novembro de 2001). «Grand Theft Auto 3 Review». Game Revolution. CraveOnline. Consultado em 9 de abril de 2016. Cópia arquivada em 8 de abril de 2016
12. 1 2 3 4 5 6  Marriott, Scott Alan. «Grand Theft Auto III - Review». AllGame. All Media Network. Consultado em 9 de abril de 2016. Cópia arquivada em 10 de dezembro de 2014
13. ↑  DMA Design 2001, p. 11
14. 1 2 3  R* Q (15 de dezembro de 2011). «Grand Theft Auto III: Your Questions Answered – Part One (Claude, Darkel & Other Characters)». Rockstar Games. Consultado em 16 de abril de 2013. Cópia arquivada em 9 de abril de 2016
15. ↑  Perry, Douglass C. (1 de outubro de 2016). «The Gangs and Weapons in Grand Theft Auto III». IGN. Ziff Davis. Consultado em 9 de abril de 2016. Cópia arquivada em 8 de abril de 2016
16. ↑  Perry, Douglass C. (25 de novembro de 2001). «Beneath the Hood of Grand Theft Auto III». IGN. Ziff Davis. Consultado em 9 de abril de 2016. Cópia arquivada em 8 de abril de 2016
17. ↑  Parish, Jeremy. «The Essential 50 Part 49: Grand Theft Auto III». 1UP.com. Ziff Davis. Consultado em 8 de março de 2017. Arquivado do original em 9 de abril de 2016
18. 1 2 3  Perry, Douglass C. (29 de agosto de 2001). «The Characters of Grand Theft Auto III». Consultado em 9 de abril de 2016. Cópia arquivada em 9 de abril de 2016
19. ↑  DMA Design (22 de outubro de 2001). Grand Theft Auto III. PlayStation 2 (1.0). Rockstar Games. Fase: "Give Me Liberty"
20. ↑  DMA Design (22 de outubro de 2001). Grand Theft Auto III. PlayStation 2 (1.0). Rockstar Games. Fase: "Bomb Da Base"
21. ↑  DMA Design (22 de outubro de 2001). Grand Theft Auto III. PlayStation 2 (1.0). Rockstar Games. Fase: "Cutting the Grass"
22. ↑  DMA Design (22 de outubro de 2001). Grand Theft Auto III. PlayStation 2 (1.0). Rockstar Games. Fase: "Last Requests"
23. ↑  DMA Design (22 de outubro de 2001). Grand Theft Auto III. PlayStation 2 (1.0). Rockstar Games. Fase: "Sayonara Salvatore"
24. ↑  DMA Design (22 de outubro de 2001). Grand Theft Auto III. PlayStation 2 (1.0). Rockstar Games. Fase: "Arms Shortage"
25. ↑  DMA Design (22 de outubro de 2001). Grand Theft Auto III. PlayStation 2 (1.0). Rockstar Games. Fase: "Marked Man"
26. ↑  DMA Design (22 de outubro de 2001). Grand Theft Auto III. PlayStation 2 (1.0). Rockstar Games. Fase: "Liberator"
27. ↑  DMA Design (22 de outubro de 2001). Grand Theft Auto III. PlayStation 2 (1.0). Rockstar Games. Fase: "Waka-Gashira Wipeout"
28. ↑  DMA Design (22 de outubro de 2001). Grand Theft Auto III. PlayStation 2 (1.0). Rockstar Games. Fase: "Escort Service"
29. ↑  DMA Design (22 de outubro de 2001). Grand Theft Auto III. PlayStation 2 (1.0). Rockstar Games. Fase: "Grand Theft Aero"
30. ↑  DMA Design (22 de outubro de 2001). Grand Theft Auto III. PlayStation 2 (1.0). Rockstar Games. Fase: "Bait"
31. ↑  DMA Design (22 de outubro de 2001). Grand Theft Auto III. PlayStation 2 (1.0). Rockstar Games. Fase: "Espresso-2-Go!"
32. ↑  DMA Design (22 de outubro de 2001). Grand Theft Auto III. PlayStation 2 (1.0). Rockstar Games. Fase: "S.A.M."
33. ↑  DMA Design (22 de outubro de 2001). Grand Theft Auto III. PlayStation 2 (1.0). Rockstar Games. Fase: "Ransom"
34. ↑  DMA Design (22 de outubro de 2001). Grand Theft Auto III. PlayStation 2 (1.0). Rockstar Games. Fase: "The Exchange"
35. 1 2 3 4  McInnis, Shaun (21 de outubro de 2011). «Dan Houser Opens Up About Grand Theft Auto III». GameSpot. CBS Interactive. Consultado em 20 de março de 2016. Cópia arquivada em 19 de março de 2016
36. 1 2 3 4 5  Crookes 2013, pp. 58–63
37. ↑  Adams, Dan (21 de abril de 2002). «Grand Theft Auto III Interview». IGN. Ziff Davis. p. 1. Consultado em 20 de março de 2016. Cópia arquivada em 20 de março de 2016
38. 1 2 3 4 5  Kushner 2012, "The Worst Place in America"
39. ↑  Walton, Steven (19 de abril de 2015). «Grand Theft Auto V Benchmarked: Pushing PC Graphics To The Limit». Kotaku. Gawker Media. Consultado em 8 de março de 2017. Cópia arquivada em 20 de março de 2016
40. ↑  GMR. «Sam Houser Interview». 1UP.com. Ziff Davis. Consultado em 20 de março de 2016. Arquivado do original em 19 de março de 2016
41. 1 2 3  Miller, Greg (18 de outubro de 2011). «Dan Houser Talks Grand Theft Auto III». IGN. Ziff Davis. p. 1. Consultado em 20 de março de 2016. Cópia arquivada em 19 de março de 2016
42. ↑  Cullen, Neil (30 de setembro de 2013). «Interview with Raymond Usher». Designing Sound. Consultado em 20 de março de 2016. Cópia arquivada em 19 de março de 2016
43. 1 2 3  Thomsen, Michael (22 de outubro de 2011). «How Grand Theft Auto III Was Made». IGN. Ziff Davis. p. 2. Consultado em 9 de abril de 2016. Cópia arquivada em 24 de outubro de 2011
44. 1 2 3  Miller, Greg (18 de outubro de 2011). «Dan Houser Talks Grand Theft Auto III». IGN. Ziff Davis. p. 2. Consultado em 20 de março de 2016. Cópia arquivada em 19 de março de 2016
45. 1 2 3  Franich, Darren (21 de outubro de 2011). «'Grand Theft Auto III' turns 10 years old: Rockstar Games' Dan Houser discusses the 'GTA' decade». Entertainment Weekly. Time Inc. Consultado em 20 de março de 2016. Cópia arquivada em 19 de março de 2016
46. ↑  Perry, Douglass C. (10 de setembro de 2001). «Rockstar's Sam Houser Mouths Off». IGN. Ziff Davis. Consultado em 9 de abril de 2016. Cópia arquivada em 9 de abril de 2016
47. 1 2  Thomsen, Michael (22 de outubro de 2011). «How Grand Theft Auto III Was Made». IGN. Ziff Davis. p. 3. Consultado em 9 de abril de 2016. Cópia arquivada em 24 de outubro de 2011
48. ↑  Perry, Douglass C. (9 de outubro de 2001). «The Cinematic Touch of Grand Theft Auto III». IGN. Ziff Davis. Consultado em 9 de abril de 2016. Cópia arquivada em 8 de abril de 2016
49. 1 2  Perry, Douglass C. (2 de outubro de 2001). «The Pet Sounds of Grand Theft Auto III, Part 3». Consultado em 9 de abril de 2016. Cópia arquivada em 8 de abril de 2016
50. 1 2  «Take-Two Examines, Changes Fall Games». IGN. Ziff Davis. 19 de setembro de 2001. Consultado em 21 de dezembro de 2015. Cópia arquivada em 21 de dezembro de 2015
51. ↑  Kushner 2012, "State of Emergency"
52. 1 2 3 4  R* Q (5 de janeiro de 2012). «Grand Theft Auto III: Your Questions Answered – Part Two (9/11, The "Ghost Town", The Dodo and Other Mysteries)». Rockstar Newswire. Rockstar Games. Consultado em 21 de dezembro de 2015. Cópia arquivada em 21 de dezembro de 2015
53. 1 2  «Liberty City stories». Edge. Future plc. 15 de dezembro de 2015. Consultado em 21 de dezembro de 2015. Cópia arquivada em 19 de maio de 2012
54. 1 2  Phillips, Tom (18 de novembro de 2011). «How 9/11 changed Grand Theft Auto 3». Eurogamer. Gamer Network. Consultado em 21 de dezembro de 2015. Cópia arquivada em 21 de dezembro de 2015
55. ↑  Ayinde, Modupe (24 de abril de 2001). «Grand Theft Auto 3 First Impressions». GameSpot. CBS Interactive. Consultado em 21 de dezembro de 2015. Cópia arquivada em 11 de junho de 2001
56. 1 2 3 4 5  «Grand Theft Auto III Review for PS2». 1UP. 1 de janeiro de 2000. Consultado em 21 de dezembro de 2015. Arquivado do original em 21 de dezembro de 2015
57. 1 2  Edge Staff (29 de novembro de 2013). «Grand Theft Auto III Review». Edge. Consultado em 13 de outubro de 2013. Cópia arquivada em 20 de dezembro de 2012
58. 1 2 3 4 5 6 7  Bramwell, Tom (30 de outubro de 2001). «Grand Theft Auto III». Eurogamer. Gamer Network. Consultado em 21 de dezembro de 2015. Cópia arquivada em 21 de dezembro de 2015
59. 1 2 3  Four-Eyed Dragon (26 de outubro de 2001). «Grand Theft Auto III Review for PS2». GamePro. International Data Group. Consultado em 9 de abril de 2016. Cópia arquivada em 19 de fevereiro de 2004
60. 1 2 3 4  Helgeson, Matt; Leeper, Justin. «Rockstar's Reservoir Dogs». Game Informer. GameStop. Consultado em 9 de abril de 2016. Cópia arquivada em 14 de junho de 2009
61. 1 2 3 4 5 6 7  Gerstmann, Jeff (24 de outubro de 2001). «Grand Theft Auto III Review». GameSpot. CBS Interactive. Consultado em 9 de abril de 2016. Cópia arquivada em 8 de abril de 2016
62. 1 2 3 4 5  Alupului, Andrei (31 de outubro de 2001). «Grand Theft Auto 3». GameSpy. Ziff Davis. pp. 1–3. Consultado em 9 de abril de 2016. Cópia arquivada em 2 de outubro de 2001
63. ↑  «Grand Theft Auto III for PlayStation 2 Reviews». Metacritic. CBS Interactive. Consultado em 21 de dezembro de 2015. Cópia arquivada em 21 de dezembro de 2015
64. ↑  «Best Video Games of All Time». Metacritic. CBS Interactive. Consultado em 21 de dezembro de 2015. Cópia arquivada em 21 de dezembro de 2015
65. 1 2 3  «Grand Theft Auto 3». GamesMaster. Future plc. Consultado em 9 de abril de 2016. Cópia arquivada em 23 de dezembro de 2001
66. ↑  «Grand Theft Auto III Review». Official PlayStation Magazine. Ziff Davis. 1 de janeiro de 2002. p. 126
67. 1 2 3  Helgeson, Matt (1 de agosto de 2002). «Thug Life for Da PC Eezy». Game Informer. GameStop. Consultado em 9 de abril de 2016. Cópia arquivada em 28 de outubro de 2003
68. 1 2 3 4 5  Wolpaw, Erik (28 de maio de 2002). «Grand Theft Auto III Review». GameSpot. CBS Interactive. Consultado em 9 de abril de 2016. Cópia arquivada em 8 de abril de 2016
69. 1 2 3  Accardo, Sal (4 de junho de 2002). «Grand Theft Auto III (PC)». GameSpy. Ziff Davis. p. 2. Consultado em 9 de abril de 2016. Cópia arquivada em 11 de agosto de 2002
70. 1 2 3 4 5  Blevins, Tal (27 de maio de 2002). «Grand Theft Auto III». IGN. Ziff Davis. Consultado em 21 de dezembro de 2015. Cópia arquivada em 21 de dezembro de 2015
71. 1 2 3  Morris, Daniel (1 de julho de 2005). «Grand Theft Auto III». PC Gamer. Future plc. Consultado em 9 de abril de 2016. Cópia arquivada em 15 de março de 2006
72. 1 2 3 4 5  Bub (28 de junho de 2002). «'Grand Theft Auto III' (PC) Review». X-Play. TechTV. Consultado em 9 de abril de 2016. Cópia arquivada em 6 de agosto de 2002
73. 1 2  «Grand Theft Auto III for PC Reviews». Metacritic. CBS Interactive. Consultado em 21 de dezembro de 2015. Cópia arquivada em 21 de dezembro de 2015
74. ↑  «Best PC Video Games for 2002». Metacritic. CBS Interactive. Consultado em 9 de abril de 2016. Cópia arquivada em 8 de abril de 2016
75. 1 2 3  Whitehead, Dan (19 de dezembro de 2011). «Grand Theft Auto 3: 10 Year Anniversary Edition Review». Eurogamer. Gamer Network. Consultado em 9 de abril de 2016. Cópia arquivada em 9 de abril de 2016
76. 1 2 3 4  Walton, Mark (22 de dezembro de 2011). «Grand Theft Auto III: 10 Year Anniversary Edition Review». GameSpot. CBS Interactive. Consultado em 9 de abril de 2016. Cópia arquivada em 8 de abril de 2016
77. 1 2 3 4  Eykemans, Peter (19 de dezembro de 2011). «Grand Theft Auto 3 (iOS) Review». IGN. Ziff Davis. Consultado em 9 de abril de 2016. Cópia arquivada em 8 de abril de 2016
78. 1 2 3  Brown, Mark (15 de dezembro de 2011). «Grand Theft Auto 3: 10th Anniversary Edition review». Pocket Gamer. Steel Media. Consultado em 9 de abril de 2016. Cópia arquivada em 9 de abril de 2016
79. 1 2  «Grand Theft Auto III: 10 Year Anniversary Edition for iPhone/iPad Reviews». Metacritic. CBS Interactive. Consultado em 9 de abril de 2016. Cópia arquivada em 15 de abril de 2012
80. ↑  Caldwell, Brendan (23 de dezembro de 2011). «Grand Theft Auto 3: 10th Anniversary Edition review - Xperia Play». Pocket Gamer. Steel Media. Consultado em 9 de abril de 2016. Cópia arquivada em 9 de abril de 2016
81. ↑  Radwick, Dora; Dolan, Sean P. (7 de fevereiro de 2002). «NPD Reports Annual 2001 U.S. Interactive Entertainment Sales Shatter Industry Record» (Nota de imprensa). Port Washington, New York: NPD Group. Consultado em 9 de abril de 2016. Cópia arquivada em 14 de agosto de 2004
82. ↑  Radwick, Dora; Dolan, Sean P. (27 de janeiro de 2003). «The NPD Group Reports Annual 2002 U.S. Video Game Sales Break Record». Port Washington, New York: NPD Group. Consultado em 9 de abril de 2016. Cópia arquivada em 9 de abril de 2016
83. ↑  Kushner 2012, "Crime Pays"
84. ↑  «US Platinum Chart Games». The MagicBox. 5 de junho de 2004. Consultado em 9 de abril de 2016. Cópia arquivada em 5 de junho de 2004
85. ↑  «US Platinum Chart Games». The MagicBox. 27 de dezembro de 2007. Consultado em 9 de abril de 2016. Cópia arquivada em 9 de abril de 2016
86. ↑  «Sony PS2 Japanese Ranking». Japan Game Charts. 13 de janeiro de 2008. Consultado em 9 de abril de 2016. Cópia arquivada em 16 de janeiro de 2008
87. ↑  «ELSPA Sales Awards: Diamond». Entertainment and Leisure Software Publishers Association. Consultado em 9 de abril de 2016. Cópia arquivada em 3 de junho de 2010
88. ↑  «Take-Two Interactive Software, Inc. Recommendation of the Board of Directors to Reject Electronic Arts Inc.'s Tender Offer» (PDF). Take-Two Interactive. 26 de março de 2008. p. 12. Consultado em 9 de abril de 2016. Cópia arquivada (PDF) em 8 de abril de 2008
89. 1 2  «2nd Annual GDCA». Game Developers Choice Awards. UBM. Consultado em 13 de abril de 2016. Cópia arquivada em 13 de abril de 2016
90. ↑  «GameSpot Presents: The Best and Worst of 2001 - Game of the Year». GameSpot. CBS Interactive. p. 6. Consultado em 9 de abril de 2016. Cópia arquivada em 8 de fevereiro de 2002
91. ↑  «Game of the Year: Grand Theft Auto 3». GameSpy. Ziff Davis. Consultado em 9 de abril de 2016. Cópia arquivada em 3 de maio de 2006
92. 1 2  «Best PS2 Games of 2001». Game Revolution. CraveOnline. Consultado em 9 de abril de 2016. Cópia arquivada em 7 de março de 2005
93. ↑  «GameSpot Presents: The Best and Worst of 2001 - Best PlayStation 2 Game». GameSpot. CBS Interactive. p. 5. Consultado em 9 de abril de 2016. Cópia arquivada em 4 de fevereiro de 2002
94. ↑  «PS2 Game of the Year: Grand Theft Auto 3». GameSpy. Ziff Davis. Consultado em 9 de abril de 2016. Cópia arquivada em 12 de dezembro de 2006
95. ↑  Perry, Doug (18 de janeiro de 2002). «PS2 Game of the Year 2001». IGN. Ziff Davis. Consultado em 9 de abril de 2016. Cópia arquivada em 8 de abril de 2016
96. ↑  «GameSpot Presents: The Best and Worst of 2001 - Best Action/Adventure Game». GameSpot. CBS Interactive. p. 3. Consultado em 9 de abril de 2016. Cópia arquivada em 27 de dezembro de 2001
97. ↑  «Best Action Game of 2001». IGN. Ziff Davis. 14 de janeiro de 2002. Consultado em 9 de abril de 2016. Cópia arquivada em 17 de janeiro de 2002
98. ↑  «GameSpot Presents: The Best and Worst of 2001 - Most Innovative». GameSpot. CBS Interactive. p. 2. Consultado em 9 de abril de 2016. Cópia arquivada em 4 de fevereiro de 2002
99. 1 2 3  «Most Offensive: Grand Theft Auto 3». GameSpy. Ziff Davis. p. 24. Consultado em 9 de abril de 2016. Cópia arquivada em 10 de janeiro de 2006
100. ↑  «Best Use of Radio: Grand Theft Auto 3». GameSpy. Ziff Davis. Consultado em 9 de abril de 2016. Cópia arquivada em 10 de janeiro de 2006
101. ↑  «Best Artificial Intelligence: The Runner Up Awards». GameSpy. Ziff Davis. p. 6. Consultado em 9 de abril de 2016. Cópia arquivada em 10 de janeiro de 2006
102. ↑  McLaughlin, Rus; Thomas, Lucas M. (6 de maio de 2013). «IGN Presents: The History of Grand Theft Auto». IGN. Ziff Davis. p. 2. Consultado em 21 de dezembro de 2015. Cópia arquivada em 21 de dezembro de 2015
103. ↑  Chess 2006, pp. 80–90
104. ↑  Hoggins, Tom (16 de novembro de 2013). «Grand Theft Auto: 10 most memorable moments in GTA history». The Daily Telegraph. Telegraph Media Group. Consultado em 21 de dezembro de 2015. Cópia arquivada em 21 de dezembro de 2015
105. ↑  Kent, Steven (20 de dezembro de 2001). «Game glorifies a life of crime». USA Today. Gannett Company. Consultado em 21 de dezembro de 2001. Cópia arquivada em 21 de dezembro de 2015
106. 1 2  Good, Owen (23 de outubro de 2011). «Grand Theft Auto III: The Birth Of A Media Scapegoat». Kotaku. Gawker Media. Consultado em 21 de dezembro de 2015. Cópia arquivada em 21 de dezembro de 2015
107. ↑  Weiss, Joanna (13 de janeiro de 2002). «Connecting with your inner thug». The Boston Globe. John W. Henry. Consultado em 21 de dezembro de 2015. Cópia arquivada em 15 de janeiro de 2002
108. ↑  Reynolds, Ren (1 de janeiro de 2002). Playing a "Good" Game: A Philosophical Approach to Understanding the Morality of Games (Relatório). University of Southern California. Consultado em 21 de dezembro de 2015. Cópia arquivada em 21 de dezembro de 2015
109. ↑  Richtel, Matt (10 de fevereiro de 2002). «BACKSLASH; Mayhem, and Far From the Nicest Kind». The New York Times. The New York Times Company. Consultado em 21 de dezembro de 2015. Cópia arquivada em 21 de dezembro de 2015
110. ↑  Ahmed, Shahed (13 de dezembro de 2001). «Australian GTAIII ban upheld». GameSpot. CBS Interactive. Consultado em 21 de dezembro de 2015. Cópia arquivada em 21 de dezembro de 2015
111. 1 2  Parker, Laura; Tran, Edmond (20 de outubro de 2011). «Grand Theft Auto III's Scandalous Australian History». GameSpot. CBS Interactive. Consultado em 21 de dezembro de 2015. Cópia arquivada em 21 de dezembro de 2015
112. ↑  «Lawsuit filed against Sony, Wal-Mart over game linked to shootings». Associated Press. CNN. Turner Broadcasting System. 23 de outubro de 2003. Consultado em 21 de dezembro de 2015. Cópia arquivada em 16 de agosto de 2004
113. 1 2  Calvert, Justin (11 de novembro de 2003). «Rockstar seeks to dismiss GTAIII lawsuit». GameSpot. CBS Interactive. Consultado em 21 de dezembro de 2015. Cópia arquivada em 21 de dezembro de 2015
114. ↑  
Sources that list Grand Theft Auto III among the List of video games considered the best include:
  - O'Neal, William. «Top 10 video games». CNET. CBS Interactive. Consultado em 20 de março de 2016. Arquivado do original em 5 de julho de 2008
  - «IGN's Top 100 Games of All Time». IGN. Ziff Davis. 8 de maio de 2003. Consultado em 20 de março de 2015. Arquivado do original em 20 de março de 2016
  - «IGN's Top 100 Games». IGN. Ziff Davis. 1 de janeiro de 2005. Consultado em 20 de março de 2016. Arquivado do original em 20 de março de 2016
  - «IGN and KFC Snacker Present Readers' Top 99 Games». IGN. Ziff Davis. 21 de abril de 2016. Consultado em 20 de março de 2016. Cópia arquivada em 20 de março de 2016
115. ↑  «Feature: The 52 Most Important Video Games of All Time (page 8 of 8)». GamePro. International Data Group. 24 de abril de 2007. Consultado em 26 de agosto de 2016. Cópia arquivada em 7 de junho de 2016
116. 1 2 3  Geddes, Ryan; Hatfield, Daemon (10 de dezembro de 2007). «IGN's Top 10 Most Influential Games». IGN. Ziff Davis. Consultado em 20 de março de 2016. Cópia arquivada em 20 de março de 2016
117. 1 2  «Greatest Games of All Time: Grand Theft Auto III». GameSpot. CBS Interactive. 4 de junho de 2007. Consultado em 9 de abril de 2016. Cópia arquivada em 5 de junho de 2007
118. ↑  Game Informer 2009, pp. 44–79
119. ↑  «The top 20 most important games of the decade». GamesRadar. Future plc. 1 de janeiro de 2010. Consultado em 20 de março de 2016. Cópia arquivada em 20 de março de 2016
120. ↑  «All-TIME 100 Video Games». Time. Time Inc. 15 de novembro de 2012. Consultado em 15 de novembro de 2012. Cópia arquivada em 15 de novembro de 2012
121. ↑  Peckham, Matt; Eadicicco, Lisa; Fitzpatrick, Alex; Vella, Matt; Pullen, John Patrick; Raab, Josh; Grossman, Lev (23 de agosto de 2016). «The 50 Best Video Games of All Time». Time. Time Inc. Consultado em 26 de agosto de 2016. Cópia arquivada em 26 de agosto de 2016
122. ↑  Reparaz, Mike (16 de junho de 2011). «Battle of the GTA clones». GamesRadar. Future plc. Consultado em 20 de março de 2016. Cópia arquivada em 16 de junho de 2011
123. ↑  Dyer, Mitch (19 de outubro de 2011). «How Grand Theft Auto III Delighted a Generation». IGN. Ziff Davis. Consultado em 14 de abril de 2016. Cópia arquivada em 13 de abril de 2016
124. 1 2  Ford, Greg. «Grand Theft Auto's Legacy». Electronic Gaming Monthly. EGM Media. Consultado em 8 de março de 2017. Arquivado do original em 13 de abril de 2016
125. ↑  Hargreaves, Roger (17 de outubro de 2011). «Grand Theft Auto III 10 years later – Midweek Feature». Metro (jornal britânico). DMG Media. Consultado em 14 de abril de 2016. Cópia arquivada em 13 de abril de 2016
126. ↑  Walker, Trey (21 de maio de 2002). «E3 2002: Grand Theft Auto: Vice City announced». GameSpot. CBS Interactive. Consultado em 24 de dezembro de 2014. Cópia arquivada em 21 de dezembro de 2015
127. ↑  Calvert, Justin (1 de março de 2004). «Grand Theft Auto: San Andreas confirmed and dated». GameSpot. CBS Interactive. Consultado em 25 de novembro de 2014. Cópia arquivada em 21 de dezembro de 2015
128. ↑  Harris, Craig (17 de janeiro de 2004). «Grand Theft Auto Advance». IGN. Ziff Davis. Consultado em 25 de novembro de 2004. Cópia arquivada em 21 de dezembro de 2015
129. 1 2  Surette, Tim (23 de outubro de 2005). «GTA gets trilogized, San Andreas special edition». GameSpot. CBS Interactive. Consultado em 25 de novembro de 2014. Cópia arquivada em 21 de dezembro de 2015
130. ↑  Torres, Ricardo; Shoemaker, Brad (25 de julho de 2007). «Grand Theft Auto IV Update - A Day in Liberty City». GameSpot. CBS Interactive. Consultado em 25 de setembro de 2014. Cópia arquivada em 21 de dezembro de 2015
131. ↑  Ramsay, Randolph (22 de janeiro de 2009). «Grand Theft Auto IV: The Lost and Damned Hands-On». GameSpot. CBS Interactive. Consultado em 25 de novembro de 2014. Cópia arquivada em 21 de dezembro de 2015
132. ↑  Thorsen, Tor (22 de julho de 2004). «GTAIV: Gay Tony coming out Oct. 29». GameSpot. CBS Interactive. Consultado em 25 de novembro de 2004. Cópia arquivada em 21 de dezembro de 2015
133. ↑  Fahey, Mike (12 de agosto de 2008). «GTA Coming To The DS With China Town Wars». Kotaku. Gawker Media. Consultado em 25 de novembro de 2014. Cópia arquivada em 21 de dezembro de 2015
134. ↑  Adams, Dan (21 de abril de 2002). «Grand Theft Auto III Interview». IGN. Ziff Davis. p. 2. Consultado em 20 de março de 2016. Cópia arquivada em 20 de março de 2016
135. ↑  Jim (28 de abril de 2003). «Grand Theft Auto III and Vice City on Nintendo GameCube». GameCubicle. GamingFog.com. Consultado em 20 de março de 2016. Cópia arquivada em 20 de março de 2016
136. ↑  Boulding, Aaron (4 de novembro de 2003). «Grand Theft Auto Double Pack». IGN. Ziff Davis. Consultado em 25 de novembro de 2014. Cópia arquivada em 21 de dezembro de 2015
137. ↑  R* Q (12 de novembro de 2010). «Grand Theft Auto Trilogy Now Available for the Mac». Rockstar Newswire. Rockstar Games. Consultado em 25 de setembro de 2014. Cópia arquivada em 21 de dezembro de 2015
138. ↑  R* Q (6 de dezembro de 2011). «Grand Theft Auto III: 10 Year Anniversary Edition Coming to Mobile Devices Next Week - December 15th». Rockstar Newswire. Rockstar Games. Consultado em 21 de dezembro de 2015. Cópia arquivada em 21 de dezembro de 2015
139. ↑  «GTA III coming to other iOS devices "in the future"». VG247. 15 de outubro de 2011. Consultado em 23 de março de 2012. Cópia arquivada em 21 de dezembro de 2015
140. ↑  R* Q (26 de setembro de 2012). «Grand Theft Auto III Now Available in the PlayStation Store». Rockstar Newswire. Rockstar Games. Consultado em 25 de novembro de 2014. Cópia arquivada em 21 de dezembro de 2015
141. ↑  Yoshida, Shuhei (4 de dezembro de 2015). «Fan-Favorite PS2 Games Launching on PS4 Tomorrow». PlayStation Blog. Sony Computer Entertainment. Consultado em 21 de dezembro de 2015. Cópia arquivada em 21 de dezembro de 2015
142. ↑  Skrebels, Joe (22 de outubro de 2021). «Grand Theft Auto: The Trilogy – The Definitive Edition Gets Gameplay Trailer, November Release Date». IGN. Ziff Davis. Consultado em 22 de outubro de 2021. Cópia arquivada em 22 de outubro de 2021